# Comportamento heterossexualizado
Comportamento heterossexualizado (em inglês: straight-acting) é um termo para indivíduos LGBT que não exibem a aparência ou maneirismos do que é visto como estereotipicamente gay. Embora o rótulo seja utilizado e reservado quase exclusivamente para homens gays e bissexuais, também pode ser usado para descrever uma mulher lésbica ou bissexual que exiba uma aparência e maneirismos femininos. Uma vez que o termo invoca estereótipos negativos de pessoas homossexuais, a sua aplicação é muitas vezes controversa e pode causar ofensa.

## Explicações e críticas propostas
Shinsuke Eguchi (2009), estudioso da comunicação, propõe explicar o surgimento do fenômeno do comportamento heterossexualizado “porque alguns homens gays querem alcançar a masculinidade hegemônica para superar as imagens efeminadas dos gays”. Tanto Eguchi como Tim Berling relacionam esse fenômeno ao contexto geral da sissifobia — a norma cultural dominante que deprecia os homens afeminados, que não se restringe à cultura gay. Em "Negotiating Sisyphobia: A critical/ interpretive analysis of one ‘femme’ gay Asian body in the heteronormative world", Shinsuke Eguchi (2011) escreve: "Comecei a ver que a manifestação discursiva da sissifobia não é que os gays femininos sejam pouco atraentes e indesejáveis. Em vez disso, esses homens gays que se comportam de forma heterossexualizada gostariam de apresentar suas faces masculinas “heteronormativas” em suas interações sociais com os outros" (p. 50).
O colunista de conselhos sexuais Dan Savage comentou sobre a popularidade do termo "comportamento heterossexualizado" em anúncios pessoais gays, criticando tanto a prática quanto a ideia de que um homem que busca um relacionamento gay por meio de um anúncio pessoal gay está agindo de forma heterossexual. Os defensores do termo afirmam que ele se refere apenas aos maneirismos de alguém e que o fato de os críticos isolarem a palavra "comportamento" na frase distorce o significado pretendido da expressão. O uso do próprio termo foi rotulado como prejudicial à comunidade LGBT, pois associa certos atributos à homossexualidade.
Homens que usam a expressão "comportamento heterossexualizado" podem expressar ressentimento porque os críticos afirmam que o termo implica que eles estão atuando e não sendo eles mesmos.

## QUASH
A Queers United Against Straight Acting Homosexuals (QUASH) (Queers unidos contra homossexuais de comportamento heterossexualizado) foi a organização em Chicago que publicou um artigo frequentemente citado em seu boletim informativo em 1993, intitulado "Assimilation is Killing Us Fight For a Queer United Front" (A assimilação está nos matando: lute por uma frente unida queer). O artigo pede uma nova ordem em nossos sistemas sociais de gênero para que sejam inclusivos e não excluam ninguém da libertação, desafiando o poder e o privilégio dos membros dominantes da sociedade. Um artigo semelhante a "Assimilation is Killing Us", publicado um ano depois, intitulado QUASH, que ainda significa Queers United Against Straight-Acting Homosexuals, usou o mesmo conceito de rejeição dos protocolos de gênero estabelecidos, especificamente, que pode haver instituições variadas e melhores do que a união de casais e o casamento.